# 朴元淑
朴元淑（1949年1月19日—），韓國女演員。

## 簡歷
朴元淑於1967年以話劇演員身份出道，1970年以MBC公開招聘第2期演員的身份正式出道。她在上大學時懷孕，故在出道前在MBC公開招聘考試中失敗。其後，她在第二次面試中突破3000比1的競爭率合格，走上了演員之路。1973年，她出演可口可樂廣告模特兒而受到關注。
她的人生波折重重，曾先後遭遇三次離婚和家人離散。在1981年，她因首任丈夫生意失敗，遭遇經濟問題而離婚。其後，她獨自撫養兒子，並於3年後與前夫重歸於好，但最後又選擇了離婚。1989年，她與在阿根廷經商的男性再婚，1995年再次經歷離婚的痛苦。當時她的丈夫欠下鉅額債務，他的債主甚至到電視台找上門來討還錢。2003年，他的兒子因交通意外離世。在之後，她的兒媳婦更再婚，攜同她深愛的孫女離去。她曾在綜藝節目上直言，「孫女說不定有一天會再次聯繫我」，甚至說「連電話號碼都沒換」，表達對兒子和孫女的深深思念之情。或許欲減輕艱苦的負面情緒，她在韓國半島最南邊，臨近海邊的慶尚南道南海郡蓋了房子，自己有一塊小田地種菜，過著半退休的生活。
雖然她的人生並不順利，但她仍然堅持活躍在演藝活動的精神，展現了其作爲演員的職業意識，成爲了後輩演員們的榜樣。

## 演出作品

### 電視劇
- 1981年：MBC《女人列傳－張禧嬪》飾演 貴同嬸
- 1984年：MBC《朝鮮王朝五百年－風蘭》飾演 敬嬪朴氏
- 1989年：KBS《一半失敗》
- 1997年：MBC《最愛的人是你》飾演 洪教授
- 1997年：MBC《星星在我心》飾演 宋女士
- 1998年：MBC《害羞的戀人》
- 1997年：SBS《忽然情人(又名:番茄)》飾演 成英淑社長
- 2000年：MBC《愛上女主播》飾演 宋貞淑
- 2001年：MBC《悄悄愛上妳》
- 2002年：MBC《羅曼史》飾演 尹美熙
- 2003年：SBS《興夫家葫蘆開了》
- 2003年：KBS《珍珠項鏈》飾演 盧順福
- 2003年：SBS《All In 真愛賭注》飾演 張賢慈
- 2004年：SBS《百萬新娘》
- 2004年：SBS《嫂嫂19歲》飾演 林青玉
- 2004年：MBC《12月的熱帶夜》
- 2004年：SBS《走向暴風》
- 2005年：KBS《生活如歌》（共2集）
- 2005年：KBS《漂亮寶貝》
- 2006年：MBC《愛情無法擋》
- 2006年：MBC《奇蹟》飾演 李美素
- 2007年：SBS《相愛的人啊》
- 2007年：MBC《咖啡王子1號店》飾演 金智香
- 2007年：SBS《完美鄰居》飾演 潤熙母
- 2007年：MBC《冬候鳥》飾演 姜女士
- 2008年：MBC《大韓民國的律師》
- 2008年：SBS《玻璃之城》飾演 尹仁慶
- 2009年：SBS《父親的家》飾演 順愛
- 2010年：SBS《三姊妹》飾演 張順愛
- 2010年：SBS《微笑，媽媽》飾演 朴順子
- 2011年：MBC《最佳愛情》飾演 畢洲母
- 2011年：KBS《波塞冬》飾演 嚴熙淑
- 2011年：MBC《絕不認輸》飾演 劉亭蘭
- 2011年：MBC《光與影》飾演 朴京子
- 2011年：Channel A《蔬菜店的小夥子》飾演 朴錦順
- 2013年：MBC《百年的遺產》飾演 方英子
- 2013年：MBC《黃金彩虹》飾演 姜靜心
- 2014年：MBC《命中注定我愛你》飾演 王福順
- 2015年：SBS《誕生吧！家族》飾演 鄭更順
- 2015年：MBC《我的女兒，琴四月》飾演 蘇菊子
- 2016年：tvN《Dear My Friends》飾演 李英元
- 2018年：SBS《皇后的品格》飾演 太皇太后趙氏
- 2021年：tvN《Mine》飾演 梁純惠
- 2022年：ENA《具必秀不在》飾演 千萬金

### 電影
- 1985年：《於宇同》
- 1997年：《Change》
- 2006年：《救世主》
- 2015年：《思悼》

### 綜藝
- 2017年12月9日－2018年7月21日：KBS1《與朴元淑一起住吧！》